# محمدعارف نورزی
محمدعارف نورزَی (زاده ۱۳۵۳) سیاست‌مدار افغانستانی و نماینده مردم کوچی در دوره پانزدهم مجلس نمایندگان افغانستان است.

## زندگی‌نامه
محمدعارف نورزی متولد ۱۳۵۳ از ولسوالی قادس ولایت بادغیس افغانستان است. او دارای تحصیلات ابتدایی است.